# 采覽異言
《采覽異言》，是由日本儒學哲學家、政府官員和詩人新井白石的著作，共五卷。它於1713年完成，是日本出版的第一部世界地理書籍。該書以新井白石與義大利傳教士喬凡尼·巴蒂斯塔·希多啟的談話中所獲得的知識為基礎，並參考利瑪竇的《坤輿萬國全圖》等著作，描述當時世界各地的地理、歷史、習俗和生物。
正德3年（1713年）完成初稿。其後繼續添加內容，享保10年（1725年）完成最終版。